# Variant ortogràfica
En biologia, dins de la ciència de la nomenclatura científica, és a dir, la denominació dels organismes, una variant ortogràfica (abreujat var. ort.) en la botànica o un error ortogràfic en zoologia, és un error d'ortografia, mecanografia error o error d'escriptura en una publicació científica que va donar lloc a un nom una mica diferent forma accidental utilitzat per un organisme ja de per nom. Les regles que governen el que ha de fer quan això passa s'estableixen en els codis corresponents de la nomenclatura.

## En els noms botànics
En la nomenclatura botànica, una variant ortogràfica (abreujat var. ort.) és una variant del mateix nom. Per exemple, Hieronima i Hyeronima són variants ortogràfiques de Hieronyma. Una de les grafies ha de ser entès com el correcte. En aquest cas, l'ortografia Hieronyma s'ha conservat i és per ser utilitzat com el nom correcte.
Un ús accidental d'un dels altres deletreos no té conseqüències: el nom ha de ser tractada com si hagués estat escrita correctament. Qualsevol ús posterior s'ha de corregir.
Variants ortogràfiques es tracten en l'article 61 de la ICBN.

## En els noms zoològics
En zoologia, les "variants ortogràfiques" en el sentit formal no existeixen, una falta d'ortografia o error ortogràfic és tractat com un lapsus, una forma d'error involuntari. El primer revisor se li permet triar una variant per l'ús addicional obligatori, però en altres aspectes, aquests errors generalment no tenen posició formal addicional. Involuntàries faltes d'ortografia són tractats en l'art. 32-33 de la ICZN.